# August-Acanthe Boudouresque
Auguste-Acanthe Boudouresque (La Bastida d'Èrç, (Arieja), 28 de maig de 1835 - Marsella, 21 de gener de 1905) fou un cantant d'òpera (baix) francès.
Estudiant al Conservatori de Marsella, tingué per professors, Benedict pel cant i teoria de la música amb Morel, va obtenir un primer premi de cant en 1859. Durant el seu matrimoni en 1861, va ser inspector de gas. A l'any següent, va ser un empresari. El 5 de setembre de 1874, va debutar amb èxit al teatre Valetta de Marsella amb Ernani, de Verdi. Va recórrer els principals teatres de província de França, fins que la direcció de l'Òpera de París el contractà, debutant amb el rol de Marcel de Les Huguenots (1876) sense despertar grans entusiasmes a causa de la seva manca de distinció i de la seva veu un xic opaca, el que no li treia que cantés en aquella escena fins al 1885, estrenant durant aquest temps diverses òperes com Le Roi de Lahore, Henri VIII, Aida, etc. Aprengué l'italià i debutà en La Scala de Milà, el públic del qual el va rebre amb molta fredor, i després de cantar en diversos teatres més es retirà de l'escena, establint-se com a professor de cant a Marsella. També cultivà la pintura com aficionat, exposant diverses marines força notables en els Salons de París de 1884 a 1885. A partir de 1895 va viure en els "patrons dels Malmousque" a Marsella (Boques del Roine).